# Професионална гимназия по архитектура, строителство и геодезия „Арх. Камен Петков“
Професионалната гимназия по архитектура, строителство и геодезия „Арх. Камен Петков“ (ПГСАГ) е единственото учебно заведение в град Пловдив, което подготвя висококвалифицирани строителни специалисти. Успешно завършилите обучението си придобиват професия строителен техник III квалификационна степен, могат да работят като технически ръководители и проектанти във всички сфери на строителството. Придобитата квалификация по специалностите дава възможност за професионална реализация в България и чужбина.

## История
Началото се поставя в далечната 1962 г. когато с решение на Министерството на образованието гимназия „Йорданка Николова" е преустроена в Строителен техникум с две специалности – Строителство и архитектура и Геодезия.
През 2003 година Строителният техникум се преименува в Професионална гимназия по строителство, архитектура и геодезия. А през 2012 е променено на Професионална гимназия по архитектура, строителство и геодезия „Арх. Камен Петков“. Днес в гимназията се учат над 1150 ученици в 5 специалности с разширено изучаване на английски и немски език. 1969 е годината, в която възпитаниците и учителите се радват на нова придобивка – просторна, удобна нова сграда.

## Съвременно състояние
Гимназията разполага с осем модерни компютърни кабинета, видеозала, зала за презентации, кабинет по цветарство, кабинети по техническо чертане, физика, химия, информационни технологии, лаборатория по фотограметрия, богата библиотека с читалня, тенис-зала, силова зала, мажоретна и физкултурен салон.
Има клуб по астрономия, СИП по здравно образование и СИП по сухо строителство. ПГАСГ участва с проекти в различни Национални програми, както и на Европейския съюз „Коменски", „Леонардо“ и др.
Съществуващата приемственост между поколенията се доказва и от факта, че днес в ПГАСГ преподават негови бивши възпитаници: инж. Георги Чемишанов, инж. Гроздана Иванова, инж. Венцеслав Бичов, инж. Анелия Георгиева, инж. Параскева Божидарова, инж. Величка Димовска, инж. Богданка Георгиева инж. Атанас Шишков, инж. Миглена Цанкова, инж. Катя Ботева, инж. Цонка Атанасова, инж. Весела Пантиева, инж. Зинаида Тодорова, Мария Пейчинова, Надя Петлова.
Начело на ПГАСГ са били директорите инж. Петър Чалъков, Таньо Милчев, инж. Дильон Дильонов, инж. Любомир Димитров, инж. Стойна Лазарова, инж. Богданка Георгиева, а днес е г-жа Мариана Спасова.
Помощник-директори: по учебната дейност – Димитрия Стефанова, Мария Ангелова; по производствена дейност – инж. Величка Димовска; по административно-стопанска дейност – Мария Пейчинова.

## Кандидатстване и прием
Прием на ученици в ПГАСГ е възможен след завършен VII или VIII клас и успешно положени национални изпити по български език и литература и по математика. Документи и такси за полагане на тези приемни изпити се подават по общия ред. Класирането се извършва по бал, който се образува от утроената оценка от изпита по математика, удвоената оценка от изпита по БЕЛ и балообразуващите оценки от удостоверението за завършен седми клас (Математика и Физика). За кандидатстване след осми клас се подава копие от диплома за завършено основно образование.

## Специалности
- Строителство и архитектура – Това е специалността с най-широко приложение в строителството.

Само в тази специалност учениците изучават разширено два западни езика /немски или английски/ с оглед да продължат образованието си в чужди европейски и американски университети. От друга страна това ги прави конкурентно способни на трудовия пазар за работа с чужди фирми.
Специалистът с тази професия организира подготвителните дейности на строителната площадка, организира и контролира спазването на ЗБУТ на работните места. Организира и ръководи изпълнението на отделните видове СМР, измерва и участва в оценяването и изпитването на извършените СМР.
Строителният техник, специалност „Строителство и архитектура“ участва в разработването на инвестиционни проекти във фаза работен проект по части архитектурна и конструктивна. Той притежава компетенциите да подготвя скици /визи/ за проектиране и може да участва в разработването на оферти и тръжни документи, както и да заснема съществуващи постройки, да трасира сгради и съоръжения и да дава строителна линия и ниво.
Завършилите тази специалност могат да се реализират като технически ръководители основно във високото строителство, да работят като технически сътрудници и във фирми за строителен надзор, да работят в технически и офертен отдел на големи строителни компании, както и в техническите служби на общини /кметства/.
- Водно строителство – Специалността изучава съвременните методи и начини за водоснабдяване и канализации на населени места, жилищни сгради и промишлени обекти, пречистване на питейни и отпадъчни води, корекция на реки, напояване и отводняване на площи, язовири и др.

Учениците усвояват система от знания и умения за проектирането, строителството, монтажа и експлоатацията на обектите, свързани с Водното строителство. Обучават се за изготвяне на сметна документация и придобиват начални практически умения за организация и изпълнение на строителството.
Учениците се обучават за работа с програмен продукт AutoCAD за изчертаване на строителни чертежи.
За по-добро усвояване на учебния материал, за онагледяването му се използват чертежи и макети, посещение на строителни обекти.
- Парково строителство – Наред с обучението по професията учениците получават и засилена езикова подготовка, което ги прави конкурентно-способни на пазара на труда в европейски и световен мащаб.

Изучаваните специални учебни предмети формират от една страна сериозни познания в областта на инженерните и биологическите науки и екологията: строителни материали, паркова архитектура и фитодизайн, парково строителство, парково и ландшафтно проектиране, декоративна дендрология с разсадници, цветарство. От друга страна, професията е свързана с изкуството и естетиката, което е причина за включените в учебния план дисциплини, формиращи усет за хармония, естетически критерии и сериозни познания от теория на композицията, история на изкуството: рисуване, паркова перспектива, история на парковото изкуство и др.
След завършване на образованието си в ПГАСГ възпитаниците на специалността придобиват професионална квалификация „техник по озеленяване“ и възможността да работят като технически ръководители в дейностите по изграждане и поддържане на зелените площи или в проектантски фирми.
- Транспортвно строителство – От най-дълбока древност, въпреки жтейските трудности, въпреки световните кризи, хората строят пътища. Защото пътят е живот. При нас, специалността „Транспортно строителство“, учениците получават знания и умения, свързани с проектирането, строителството и поддържането на пътища, улици, ЖП линии, инженерни съоръжения и конструкции, без да се омаловажат общообразователните предмети.

Завършилите тази специалност могат да продължат образованието си във висши учебни заведения или да работят като строителни техници в проектантски бюра, на строителни обекти и във всички фирми, свързани пряко или косвено със строителството. Могат да участват в решаването на градоустройствени проблеми. Една от основните фигури в проектирането и изпълнението на инфраструктурата на едно населено място е пътният строител.
- Геодезия – По специалността „Геодезия“ учениците завършили успешно 12 клас, получават професионална квалификация ГЕОДЕЗИСТ. Геодезическите кадри на ПГАСГ упражняват своята професия главно в строителството на жилищни и промишлени сгради, пътни и водни съоръжения на земната повърхност и в минното дело.

Изучавайки основно геодезия, фотограметрия и картография, геодезистите получават подготовка и по маркшайдерство, земеустройство, пътно и парково строителство, което ги прави приложими в много области на националното стопанство – като технически ръководители на обекти.
Завършилите средно образование геодезисти продължават обучението си във висши учебни заведения като УАСГ, Минно-геоложки институт и др. висши строителни училища. Освен заради романтиката геодезисти участват в научни експедиции до нови неизследвани земи за съставяне на топографски карти.
- Брокер на недвижими имоти – това е нова специалност за ПГАСГ. Нуждата от такъв вид специалисти е продиктувана от недостига на хора в бранша и от включването на специалността в единния регистър на професиите.

Работа изисква специализирана подготовка. Тя е свързана с познания за различните технологии на строителство, познания от кадастър, регулация, ЗУТ, както и различни нормативи за строителство, икономика и правно законодателство.
Реализацията на брокера на недвижими имоти може да бъде както като управител на агенция на недвижими имоти, занимаващ се с ръководство, посредничество и управление на недвижима собственост, така също и като посредник-консултант в агенция на недвижими имоти.
Брокерът се занимава с покупко-продажба, отдаване и наемане на имоти, смяна предназначението на земеделски земи.
Работата е свързана с контакти с институции, кмества, енергийни дружества, съдища, архив, служба Вписвания и др. Проучването на един имот изисква широки познания, свързани с много специфика.
След проучването следва етапа на намиране на клиенти, за покупко-продажба или наеми. Работата е свързана и с контакти с много хора, поради което професионализмът е задължителен.

## Архитекти и инженери, преподаващи тук
- Арх. Красимира Христева Прокопиева

- Арх. Михаил Петров Богданов

- Арх. Елисавета Георгиева Палазова

- Инж. Генка Стоименова Маврова

- Инж. Богданка Васкова Георгиева

- Инж. Зинаида Борисова Тодорова

- Инж. Елена Иванова Пенчева

- Инж. Ценка Цончева Видоловска

- Инж. Катя Василева Георгиева

- Инж. Магда Владимирова Халачева

- Инж. Илиана Любенова Димовска

- Инж. Незабравка Димитрова Стоилова

- Инж. Катя Асенова Ботева

- Инж. Ангелина Митева Бахчеванова

- Инж. Димитър Николов Арминов

- Инж. Атанас Рангелов Шишков

- Инж. Александър Иванов Червеняков

- Инж. Георги Славов Чемишанов

- Инж. Цонка Митева Атанасова

- Инж. Миглена Георгиева Цанкова

- Инж. Евгения Благовестова Аргирова

- Инж. Георги Стоянов Стайков

- Инж. Анелия Димитрова Георгиева